# Bletilla striata
Bletilla striata é uma espécie de orquídea (Orchidaceae) do Sudeste Asiático.